# گوشی پزشکی

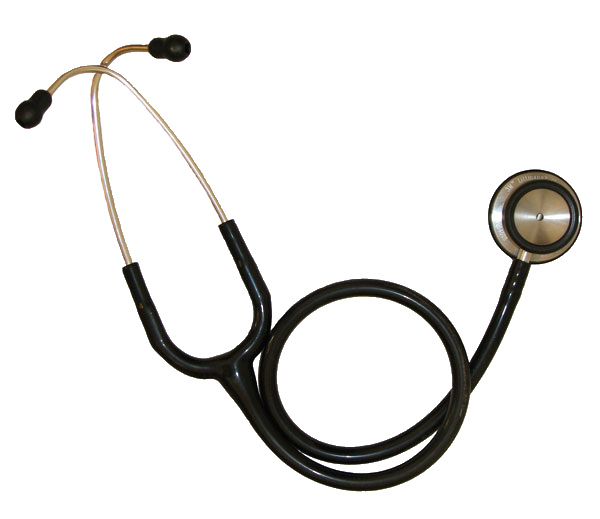
یک گوشی پزشکی امروزی.

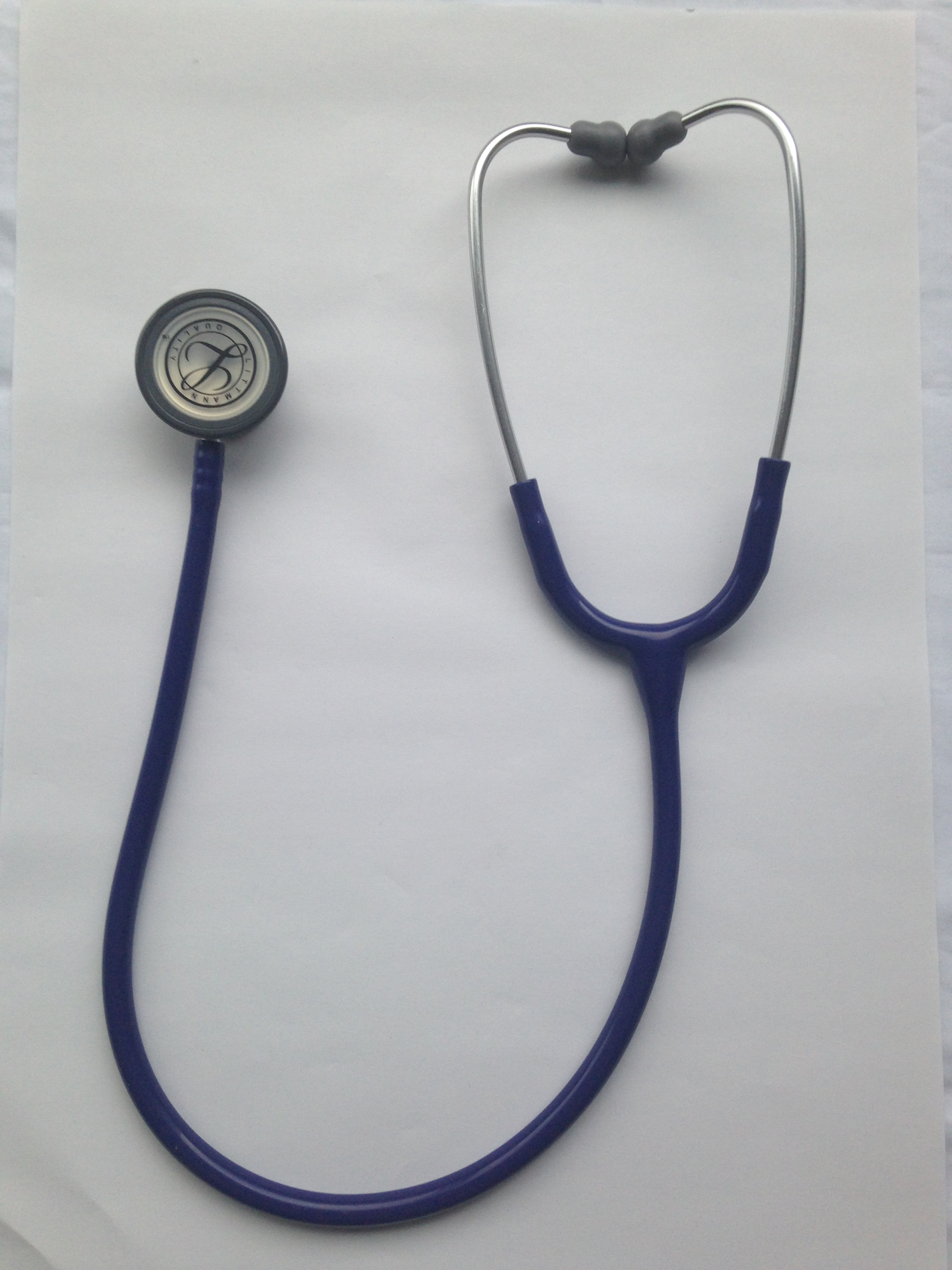

گوشی پزشکی یا استِتوسکوپ (نام علمی: Stethoscope) وسیله‌ای است که می‌توان صداهای داخلی و ضعیف قسمت‌های مختلف بدن را با آن تقویت کرد و بدون آنکه لازم باشد سر خود را روی شکم یا سینه بیمار بگذاریم معاینه را انجام داد. گوشی معمولاً برای سمع (در زبان عام معاینه) قلب، ریه و گاه شکم به کار می‌رود.

## اجزای گوشی
گوشی پزشکی سه قسمت اصلی دارد. قسمت اول گوشی روی بدن فرد قرار می‌گیرد و پرده دیافراگم یا (قسمت زنگوله‌ای آن) ارتعاشات بدن را تبدیل به ارتعاشات صوتی کرده و کمی تشدید می‌نماید. سپس صوت حاصل وارد لوله یا لوله‌های هدایت‌کننده صدا شده و در نهایت از طریق گوشی‌های مخصوصی وارد گوش پزشک می‌گردد. گوشی‌های پزشکی انواع گوناگونی دارند. قسمت دیافراگمی گوشی (که سطح بیشتری دارد) به صورت معمول برای گوش دادن صداهای مختلف بدن به کار می‌رود.
قسمت زنگوله‌ای (به نام bell) که عملاً پرده‌ای ندارد فقط در مواردی به کار می‌رود که صدای آن اندام از بمی خاصی برخوردار است و باید با استفاده از قسمت زنگوله‌ای این کیفیت را تشدید کرد.

## تاریخچه

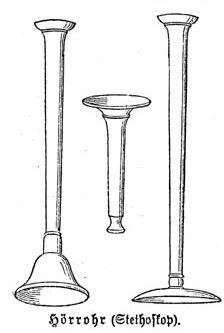
گوشی‌های ابتدایی

در سال ۱۸۱۶ میلادی، یک پزشک فرانسوی به نام رنه لاینک یک گوشی پزشکی (استتوسکوپ) چوبی را ساخت، این وسیله در آن زمان فقط یک دهانه برای قرار گرفتن روی گوش داشت و قسمتی از آن که روی سینه بیمار قرار می‌گرفت، ابعاد بزرگی داشت. رنه لاینک بیمارِ داشت که خانم جوان و چاقی بود و نمی‌توانست گوش خود را برای شنیدن صدای قلب به سینه‌ای بیمار بچسباند به همین دلیل یک کاغذ را لوله کرد و یک طرف آنرا به روی گوش خود و طرف دیگرش را روی سینه‌ای بیمار گذاشت و اولین گوشی پزشکی را از کاغذ درست کرد.